# Мабеси
Мабеси (англ. Mabesi) — второе по величине озеро Сьерра-Леоне. Имеет лагунное происхождение. Располагается на территории округа Пуджехун в Южной провинции на юго-западном побережье страны.
Мабеси находится в заболоченной местности. Площадь озера составляет 20,7 км². Постепенно зарастает. С восточной стороны принимает реку Масау. На западе соединяется через протоку с низовьем реки Ваандже.
По берегам озера произрастают мангровые леса.
На базе озёр Мабеси и Мапе предлагается создать национальный парк площадью 75,11 км².